# Stanisław Kułak
Stanisław Kułak (ur. 6 kwietnia 1905 w Humniskach, zm. 1 kwietnia 1986 w Jaśle) – polski ksiądz rzymskokatolicki, w diecezji przemyskiej, więziony przez władze komunistyczne.

## Życiorys
Urodził się 6 kwietnia 1905 roku w Humniskach. W 1924 roku ukończył gimnazjum w Brzozowie. 29 czerwca 1928 roku otrzymał święcenia kapłańskie z rąk bpa Anatola Nowaka. 
W latach 1928–1932 był wikariuszem w parafii Tarnowiec, w latach 1932–1934 w parafii Jarosław-Kolegiata (1932-1934), a w latach 1934–1936 w parafii Przeworsk-Fara. 
W 1936 roku został proboszczem w parafii Gniewczyna Łańcucka. Podczas II wojny światowej współpracował z AK. W czerwcu 1942 roku opuścił parafię, aby uniknąć aresztowania. Przez pewien czas administrował parafią w Malinówce, a następnie powrócił do Gniewczyny. 
W 1945 roku zezwolił na czasowe przechowywanie broni oddziału Jana Totha na terenie kościoła. 25 maja 1949 roku funkcjonariusze Wojewódzkiego Urzędu Bezpieczeństwa Publicznego w Rzeszowie dokonali rewizji, pomimo iż broni nie znaleziono, został aresztowany i przewieziony do aresztu w Rzeszowie. 4 grudnia 1949 roku wyrokiem Wojskowego Sądu Rejonowego w Rzeszowie został skazany na 6 lat więzienia, utratę praw publicznych i obywatelskich praw honorowych na 3 lata oraz przepadek mienia. Był więziony na zamku rzeszowskim i więzieniu we Wronkach. 23 października 1953 roku został zwolniony warunkowo z więzienia.
W latach 1957–1959 był wikariuszem w parafii Tarnowiec. W latach 1959–1982 był proboszczem w parafii Trzcinica. Po przejściu w 1982 roku na emeryturę zamieszkał w Trzcinicy. Był kanonikiem honorowym kapituły brzozowskiej. Zmarł 1 kwietnia 1986 roku. 